# Woodlake (Texas)
Woodlake ist ein bewohntes gemeindefreies Gebiet im Trinity County im US-Bundesstaat Texas mit 98 Einwohnern.

## Geschichte
Das Gebiet wurde erstmals zur Zeit des Amerikanischen Bürgerkriegs besiedelt. Ein Gemeinwesen entwickelte sich jedoch erst, als Anfang der 1880er Jahre ein Holzfällerunternehmen gegründet worden war. 1896 hatte der Ort, der auch als Willard, Old Willard oder Jason bekannt war, ca. 250 Einwohner. Als in den 1910er Jahren das meiste Holz in der Gegend gefällt und die Sägemühle geschlossen worden war, zogen viele Siedler weiter. 1925 wurde der Ort in Woodlake umbenannt. Der Name bezieht sich auf ein Wasserreservoir, das die Sägemühle versorgt hatte.
In den 1920er Jahren scheiterte ein privates Hilfsprojekt, das 1934 von der Bundesregierung übernommen wurde und ebenfalls scheiterte. Schließlich zogen in den späten 1930er-Jahren viele Einwohner weg. Die meisten Gebäude und die Ausrüstung wurden 1945 an die Baptist Church of East Texas verkauft, die ein Jugendcamp errichtete.